# Kiki: Livrări la domiciliu (film din 2014)
Kiki: Livrări la domiciliu (titlu original: 魔女の宅急便, Majo no takkyûbin) este un film din 2014 regizat de Takashi Shimizu după un roman omonim din 1985 de Eiko Kadono.

## Distribuție
- Fuka Koshiba - Kiki
- Ryōhei Hirota - Tombo
- Machiko Ono - Osono, the baker
- Hiroshi Yamamoto - Fukuo, her husband
- Miho Kanazawa - Saki
- Rie Miyazawa - Kokiri
- Michitaka Tsutsui - Okino
- Minako Kotobuki - vocea motanului Jiji[6][7][8][9][10][11][12][13][14]
- Tadanobu Asano - Dr. Ishi
- LiLiCo - voice of radio DJ